# Исполнительские искусства

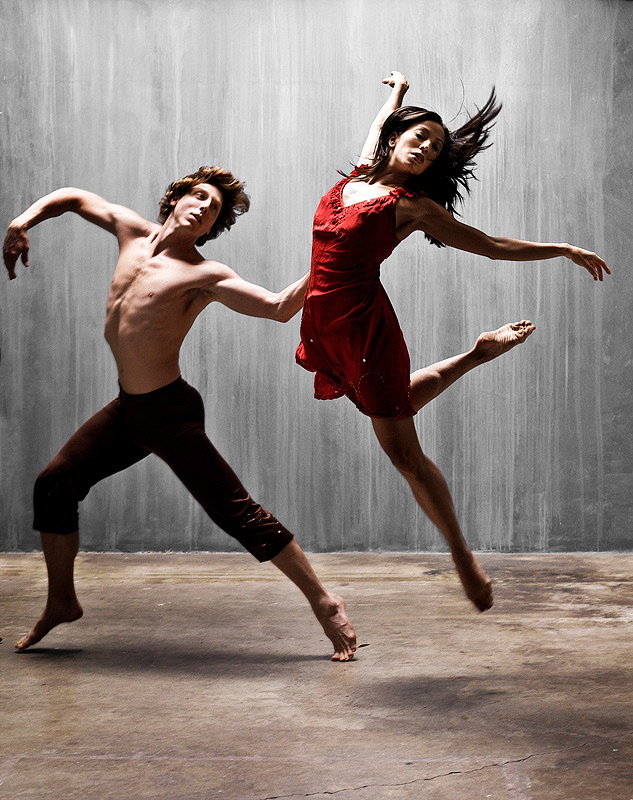
Танец — один из типов исполнительского искусства

Исполнительские искусства — один из видов художественно-творческой деятельности, в котором произведения так называемого «первичного» творчества материализуются в виде определенной системы знаков и часто предназначены для перевода в тот или иной конкретный материал. К исполнительным искусствам относят творческую деятельность: актеров и режиссеров, воплощающих на сцене, эстраде, цирковом манеже, радио, кино, телевидении произведения писателей и драматургов; чтецов, переводящих в живую речь литературные произведения; музыкантов, певцов, инструменталистов, дирижеров, воспроизводящих творения композиторов; танцоров, исполняющих замыслы хореографов, композиторов, либреттистов.
Исполнительских искусств нет в изобразительном искусстве, в архитектуре, прикладных искусствах (если не задействованы художники особого типа, а для перевода замысла в материал используются рабочие или машины), литературном творчестве, которое, несмотря на создание законченных произведений, допускающих исполнение чтецами, предназначено все же для непосредственного восприятия читателем.
Исполнительские искусства по своей сути считаются художественно-творческой деятельностью, так как основаны не на простом механическом переводе исполняемого произведения в другую форму, а на его перевоплощении, включающем такие творческие элементы, как вживание в духовное содержание произведения, его интерпретация исполнителем согласно его собственному мировоззрению и эстетической позиции.
Часто из-за этого произведения поэтов, драматургов, сценаристов, композиторов, хореографов приобретают различные исполнительские трактовки, каждая из которых представляет собой объединение самовыражений автора и исполнителя. Иногда даже исполнение актером одной и той же роли или пианистом одного и того же этюда становится неповторимым, поскольку стойкое, сформированное при репетициях содержание пропускается через варьирующееся и импровизационно рождающееся в самом действии исполнения.

## Типы
Исполнительское искусство может включать танец, музыку, оперу, театр и музыкальный театр, иллюзионизм, пантомиму, художественную декламацию, театр кукол, цирковое искусство и перформанс.
Также существует специализированная форма изобразительного искусства, в которой художники представляют свои работы вживую перед публикой. Это тоже называется исполнительским искусством. Большая часть исполнительского искусства также включает в себя некоторую форму пластического искусства, например, в создании реквизита. Танец также относится к пластическому искусству в эпоху танца модерн.

### Музыка
Композитор А. Серов определял музыку как «особого рода поэтический язык, имеющий своим органом особого рода определённые звуки, производимые или голосом человеческим… или особыми искусственными орудиями, в сущности более или менее подходящими под звук голоса человеческого». То есть музыка это своеобразный «язык», делающий доступными для окружающих внутренние переживания человека.

### Театр
Театр это отрасль исполнительского искусства, связанная с разыгрыванием историй перед аудиторией с использованием комбинации речи, жестов, музыки, танца, звука и зрелища. Один или несколько из этих элементов считаются исполнительскими искусствами. В дополнение к стандартному повествовательному диалоговому стилю пьес театр принимает такие формы, как пьесы, мюзиклы, опера, балет, иллюзия, мимы, индийский классический танец, кабуки, ряженье, театр импровизации, комедия, пантомима и нетрадиционные или современные формы, такие как постмодернистский театр, постдраматический театр или перформанс.

### Танец
Танец это искусство жестов и движений, обладающее способностью с необычайной силой и яркостью выражать многообразные человеческие переживания. Мелодичный и ритмичный звук становятся мелодичным и ритмичным движением человеческого тела, раскрывающим характеры людей, их чувства и мысли о мире.

## История
Исполнительские искусства начали возникать в процессе развития художественной культуры, как результат распада фольклорного творчества, в котором характерна неразрывность созидания произведения и его исполнения. Также их возникновению способствовали появления методов письменной фиксации словесных и музыкальных сочинений. Хотя и в развитой культуре присутствуют формы целостного творчества, при котором сочинитель и исполнитель это одно и то же лицо (например творчество Ч. Чаплина, И. Андроникова, Б. Окуджавы, В. Высоцкого и других).